# Campionati russi di ski cross 2015
I Campionati russi di ski cross 2015 si sono svolti a Miass il 22 marzo. Il programma ha incluso sia la gara femminile che la gara maschile. 
Trattandosi di competizioni valide anche ai fini del punteggio FIS, vi hanno partecipato anche sciatori di altre federazioni, senza che questo consentisse loro di concorrere al titolo nazionale russa.

## Risultati

### Uomini
| Pos. | Atleta          | Nazione |
| ---- | --------------- | ------- |
| 1    | Egor Korotkov   | Russia  |
| 2    | Sergej Ridzik   | Russia  |
| 3    | Igor Omelin     | Russia  |
| 4    | Alexandr Bondar | Russia  |

### Donne
| Pos. | Atleta                | Nazione |
| ---- | --------------------- | ------- |
| 1    | Sofia Smirnova        | Russia  |
| 2    | Yulia Livinskaya      | Russia  |
| 3    | Anastasiia Chirtcova  | Russia  |
| 4    | Victoria Zavadovskaya | Russia  |